# Geschichte des Kinos

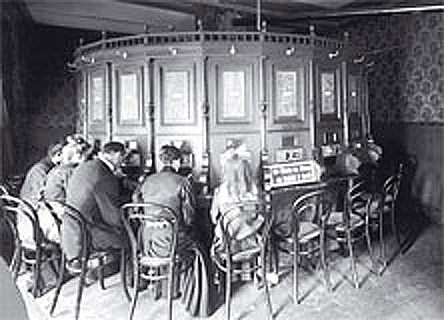
Kinovorläufer: Stereoskop im „Kaiserpanorama“ des Wiener Prater, um 1900

Die Geschichte des Kinos begann in der zweiten Hälfte des 19. Jahrhunderts mit Schaubuden auf Jahrmärkten. In der ersten Hälfte des 20. Jahrhunderts wurde das Kino eine etablierte Kunst- und Kultureinrichtung. Ende des Jahrhunderts geriet es, vor allem durch die Konkurrenz des Fernsehens, in eine tiefe Krise. Seither wurde durch verschiedene Konzepte das Kino wieder beliebt.

## Vorläufer
Vorgänger – und zugleich Ausgangspunkte – des Kinos waren Schaubuden und Panoptiken, wie sie zumeist auf Jahrmärkten und in Städten zu finden waren. Dort wurden seit je her neben allerlei Kuriositäten auch Optische Täuschungen präsentiert. Besonders beliebt und häufig zu finden waren etwa Stereoskope, mit denen man dem Besucher dreidimensionale Fotos darbot. Der deutsche Unternehmer August Fuhrmann war hier mit seinem 1880 eingeführten System Kaiserpanorama erfolgreich.
1893 präsentierte der Erfinder Thomas Alva Edison das von seinem Chefingenieur William Kennedy Laurie Dickson entwickelte Kinetoskop – einen Schaukasten, in dem jeweils eine Person kurze Filme betrachten konnte. Die Erfindung verbreitete sich in den Vereinigten Staaten, bevor der Cinématographe der Lumière-Gesellschaft die USA erreichte. Die Gebrüder Lumière konnten mit ihrer Technik sowohl Filme aufnehmen als auch abspielen. In den Vereinigten Staaten erfand – ebenfalls vor den Brüdern Lumière – Thomas Armat einen Filmprojektor, der den Betrachter vom Guckkasten befreite und damit gemeinsame Filmerlebnisse ermöglichte.

## Stummfilmzeit

### Erste Filmvorführungen

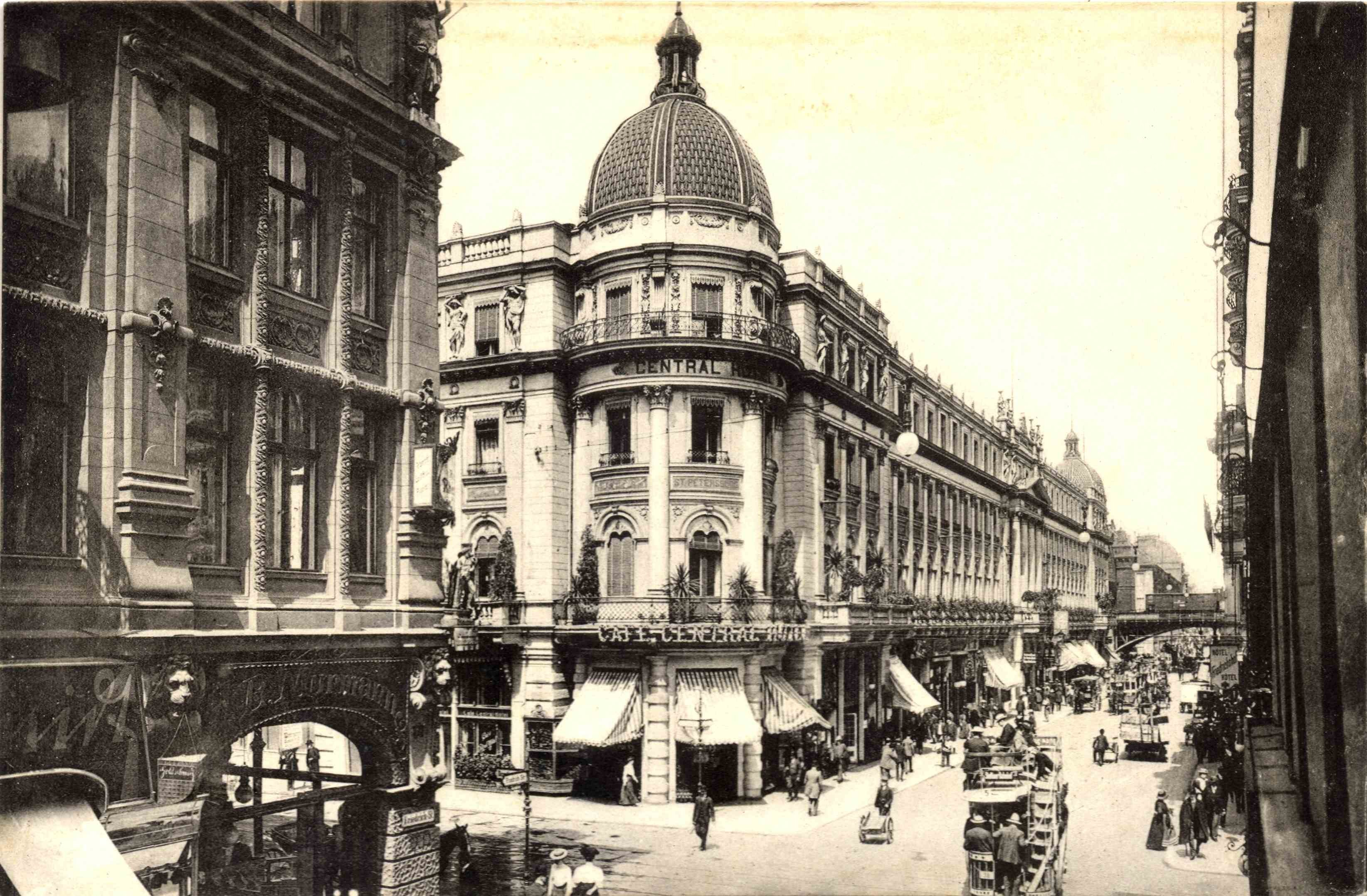
Das Centralhotel an der Berliner Friedrichstraße, in dem sich der Wintergarten befand

Die ersten Filmvorführungen für ein zahlendes Publikum gab es 1895:
- ab 20. Mai für kurze Zeit in New York in einem eigens dafür eingerichteten Raum durch die Familie Latham (Vater Woodville Latham und Söhne Otway und Gray),
- ab 1. November einen Monat lang im Berliner „Wintergarten“ durch die Brüder Skladanowsky als Schlussnummer eines Varieté-Programms und
- ab 28. Dezember – mit dem größten Einfluss auf die Kinogeschichte – für ein ganzes Jahr in einem eigens dafür eingerichteten Raum („Salon Indien“ des heute nicht mehr existierenden „Grand Café“) am Boulevard des Capucines in Paris durch die Brüder Lumière. Der Eintritt zur ersten öffentlichen Präsentation betrug einen Franc; die eingeladene Presse erschien nicht. Den 33 Zuschauern, darunter Georges Méliès, wurden zehn Kurzfilme von zusammen rund 20 Minuten Dauer gezeigt, beginnend mit Arbeiter verlassen die Lumière-Werke.[2][3]

Die erste belegte öffentliche Kinovorführung in Österreich-Ungarn fand am 20. März 1896 in der Wiener Lehr- und Versuchsanstalt für Photographie und Reproduktionsverfahren mit dem Lumièreschen Kinematographen vor geladenem Publikum statt.
Der Kölner Schokoladenfabrikant Ludwig Stollwerck sicherte sich die alleinigen Auswertungsrechte des Lumièrschen Kinematographen in Deutschland. Am 16. April 1896 fand die erste Filmaufführung vor Werkmitarbeitern in der Kantine statt; vier Tage später dann die erste für die Kölner Öffentlichkeit.
„Bewegte Bilder“ (oft unter dem Begriff „lebende Fotografie“) waren eine neue Attraktion in Schaubuden und Panoptiken genannt; das neue Medium wurde damals häufig so genannt. Die Gebrüder Lumière bereisten ab 1896 mit ihrem „Réversible“, dem Cinématographen – der sowohl die Wiedergabe wie die Aufnahme ermöglichte – viele große Städte der Welt und bewarben ihren Apparat. Viele Schaubudenbesitzer und andere geschäftstüchtige Personen kauften das Gerät. Als Konkurrenz zum Cinématographe der Brüder Lumière kaufte Edison 1896 die Projektorversion von Armat und produzierte sie unter dem Namen Vitascope. Die Erfinder und Geschäftsleute Max und Emil Skladanowsky und William K. L. Dickson entwickelten ebenfalls Filmapparate; ihre Filmaufnahmegeräte und -projektoren verbreiteten sich aber nicht so rasch wie der Cinématograph. So benutzten frühe Filmemacher und Amateurfilmer ihn, um Dokumentarszenen aufzunehmen. Schaubuden-, Panoptiken- und die ersten Kinobesitzer verwendeten ihn als Vorführgerät.
Anfangs wurden alltägliche Szenen oder gespielte Witze aufgenommen und gezeigt. Die Filme waren schwarzweiß, stumm mit einer Bildgröße von 18 × 24 mm, also dem Seitenverhältnis von 3 zu 4 auf Kinetoskop-Film. Die Brüder Lumière verwendeten ein Bildseitenverhältnis von 4 zu 5. Anfänglich wurden 15 bis 20 Bilder in der Sekunde aufgenommen und vorgeführt. Bis zum Tonfilm stieg die Frequenz auf 30 und mehr Bilder pro Sekunde.

Auch Gasthäuser und Hotels waren Stätten der Filmvorführung. In manchen Fällen wurden passende Räume dauerhaft für diesen Zweck umgestaltet. In anderen Fällen, vor allem in kleineren Städten und ländlichen Gebieten, wurden sie nur gelegentlich für Filmvorführungen genutzt, etwa wenn Wanderkinos zu Gast waren. Diese zogen von Ortschaft zu Ortschaft – manchmal waren es Zirkusse, die sich als Filmvorführer betätigten – um in Gasthäusern oder Gemeindesälen ihr Filmprogramm vorzuführen. Durch ihre ständige Wanderschaft benötigten sie vor allem in den ersten Jahren nur wenige Filme, die sie immer wieder vor einem neuen Publikum zeigen konnten. In den USA und in Deutschland wurde außerdem das Programm der Varietétheater mit Filmen bereichert.
Die Filme waren selten länger als eine Minute. In den ersten Jahren genügte der Reiz „lebende Bilder“ zu sehen, um große Menschenmengen als Publikum zu gewinnen. Als der Sensationswert allmählich abnahm, wurden gegenwärtige Ereignisse dokumentiert oder kurze, in der Regel komische Geschichten aufgenommen. Der Dokumentar- und der Spielfilm respektive die Filmkomödie entstanden. Das Publikumsinteresse konnte weiterhin wachgehalten werden. In vielen Schaubuden nahmen Filmvorführungen immer mehr Raum ein, während andere Kuriositäten zurückgedrängt wurden. Nach und nach – etwa ab 1900 – gaben viele das Schaubudengeschäft vollständig auf und widmeten sich nur noch den Filmvorführungen. Die ersten Kinos in festen Räumen entstanden. Bis zu einer flächendeckenden Versorgung der Städte in Europa und den Vereinigten Staaten mit Kinos dauerte es etwa bis zum Ersten Weltkrieg. Danach wurde – einhergehend mit immer aufwändiger hergestellten und längeren Filmen – der Ausbau der vorhandenen Kinos vorangetrieben.

### Die Entstehung des Lichtspieltheaters

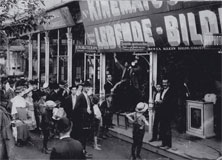
Kino Klein im Wurstelprater in Wien, 1905

Ab der Jahrhundertwende wurde das Medium Film von immer mehr Personen als dauerhafte Errungenschaft und nicht als Kuriosität betrachtet. Es wurden nach und nach Kinos eröffnet – also Einrichtungen, die in erster Linie der regelmäßigen Vorführung von Filmen dienten. Anfangs wurden in den Städten unregelmäßig in Restaurants und deren Sälen Filmvorführungen gegeben. Dafür gab es den Verleih von Kinematographen. Zunehmend blieben die Vorführapparate dann an Ort und Stelle, die Vorstellungen fanden regelmäßig statt. Vorher leerstehende Ladengeschäfte oder aufgegebene Lokale wurden zu „Ladenkinos“. Die zunehmende Anzahl von Kinostätten führte zu Überlegungen ihre Anzahl zu begrenzen, um die Qualität zu sichern. Bei vorhandenen Möglichkeiten und entsprechendem Bedarf wurden Tanzsäle oder Säle von Gastwirtschaften zu Saalkinos. Gastwirte und Kaufleute wurden Kinobesitzer. Das Wachstum der Filmproduktion bediente immer mehr Genres und somit kamen erste Filmstars hervor. Die Größe der Kinos wuchs. Bis in die 1920er Jahre entstanden in den Großstädten Europas und denen der Vereinigten Staaten eigenständige „Kinopaläste“. Diese knüpften in ihrer Architektur und Eleganz an den Prunk und die Ausstattung von Theatern und Opernhäusern jener Zeit an, zunehmend wurde der Film als eigenständige Kunstform anerkannt. In ländlichen Regionen und kleineren Städten spielten in den ersten Jahrzehnten des Films weiterhin Wanderkinos eine bedeutende Rolle. Ende der 1920er Jahre wurden die Besitzer solcher Kinematographen sesshaft und nutzten ihre Apparaturen in geeigneten Räumen, die zu Kinos wurden.
Die Kintöppe und die entsprechenden amerikanischen Nickelodeons wurden ab 1910 zunehmend zu Kinos, die ihre Säle in immer größeren und luxuriöseren Neubauten eröffneten. Zunächst waren provisorisch umgebaute Verkaufsläden die Regel. Aus der Kneipe mit dem Spektakel „bewegter Bilder“ wurden die Säle der Biergärten auf Brauereigelände zu Großkinos. Mit fortschreitender Elektrifizierung wurden in den Städten immer mehr „Lichtspielhäuser“ als feste Einrichtungen eröffnet.
Das erste deutsche Kino wurde am 25. April 1896 in Berlin im Haus Unter den Linden 21 eröffnet. Bekannt wurde Knopfs Lichtspielhaus am Spielbudenplatz der Hamburger Reeperbahn. Eberhard Knopf kaufte 1900 für sein „Konzert- und Automatenhaus“ einen Vorführapparat. Das erste Programm bestand aus drei Teilen, „1. Ankunft eines Eisenbahnzuges, 2. Einschiffung auf hoher See und 3. Ein Bauern-Wettreiten“. 1906 zog das Theater wegen des großen Erfolges in den eigens neu errichteten Anbau um. Zu den ältesten bis heute bespielten Kinos der Welt gehören das 1906 eröffnete schwedische Saga, das Kino Pionier in Stettin (seit 1945 Szczecin) und das Gabriel Filmtheater in München, die jeweils 1907 den Kinobetrieb aufnahmen. Als ältester noch im Betrieb befindlicher Kinozweckbau der Welt gilt das dänische Korsør Biograf Teater, das ebenfalls 1907 eröffnete. Nur geringfügig jünger sind die ältesten noch im Betrieb befindlichen Kinozweckbauten Deutschlands, die des Burg Theaters in Burg (bei Magdeburg) und des Filmtheaters Weltspiegel in Cottbus, die beide 1911 fertiggestellt wurden. Österreichs erste Kinos, wie der Münstedt Kino Palast oder das Kino Klein, waren im Wiener Wurstelprater ansässig und boten dort 1904 und 1905 erstmals Kinovorführungen.

### Die Glanzzeit der Filmpaläste
| Kontinent ausgewählte Staaten/Region | Anzahl |
| ------------------------------------ | ------ |
| Europa                               | 21.642 |
| Deutschland                          | 4.300  |
| Österreich                           | 500    |
| Schweiz                              | 130    |
| England                              | 3.700  |
| Frankreich                           | 3.300  |
| Italien                              | 1.500  |
| Spanien                              | 1.500  |
| Ungarn                               | 370    |
| Nordamerika                          | 21.519 |
| Vereinigte Staaten                   | 20.500 |
| Kanada                               | 1.019  |
| Asien                                | 03.690 |
| Japan                                | 850    |
| Kleinasien                           | 71     |
| Mittel-/Südamerika                   | 03.598 |
| Australien                           | 01.200 |
| Afrika                               | 00644  |
| weltweit                             | 52.293 |

Ab 1913, als in New York ein elegantes, dem Theater nachempfundenes Großkino entstand, um dem anspruchsvoller gewordenen Film (Film d’Art) einen angemesseneren Rahmen zu geben und so vor Anfeindungen von „Kulturhütern“ zu bewahren, entstanden in den westlichen Ländern die ersten Filmpaläste. Vor allem in den 1920er Jahren entwickelten sich immer mehr Kinos zu solchen eleganten Großkinos. Die Bezeichnung „Filmpalast“ erinnert an die Paläste der Antike und des Barocks. Die Großkinos boten dem Besucher Unterhaltung und Verköstigung, die weit über das Ansehen eines Films hinausgingen. Sie glichen überdachten Jahrmärkten und fassten häufig viele Hundert Besucher. Der Mercedes-Palast in Berlin fasste 2500 Gäste, der Ufa-Palast am Gänsemarkt in Hamburg fasste 2665, das Busch-Kino in Wien 1800. In den Vereinigten Staaten standen die größten Kinos in New York. In den 1920er Jahren entstanden dort meist Kinos mit über 3000 Sitzplätzen. Das größte Kino war das 6200 Besucher fassende Roxy Theatre.
1927 sahen weltweit etwa sechs Milliarden Mal Menschen Filme in Kinos an, davon allein die Hälfte in den USA. Der britische Filmtheoretiker L’Estrange Fawcett versuchte 1927 dieses Massenphänomen am Beispiel der Kinopaläste New Yorks zu erklären. Dort versuchte man dem Besucher nicht nur durch Innen- und Außenarchitektur eine prunkvolle, elegante, andere Welt vorzuführen, man hofierte ihn mit einer Vielzahl von Angestellten wie einen wertvollen Gast. Er schrieb:

„Schon das Vestibül […] ist sehenswert. Die Raumverschwendung einer Kathedrale vereinigt sich dort mit der strahlenden Pracht überladener Ornamentik, was aber den Massen gefällt und sie anlockt. […] Betreten wir einmal an einem heißen Sommernachmittag nach Geschäftsschluss einen New Yorker Filmpalast. Die überhitzte Atmosphäre, der Staub und der Trubel der hauptstädtischen Straßen sind unerträglich; wie matte Fliegen schleppen sich die Leute durch den glühenden Hexenkessel – da reißt ein prächtig uniformierter Portier die doppelten Flügeltüren des Lichtspieltheaters auf, und wenn wir eintreten, fühlen wir uns in eine schönere Welt versetzt. Die Temperatur ist sofort um 6 bis 7 Grad gesunken, reine, duftende, eisgekühlte Luft durchflutet das ganze Gebäude […] alles richtet sich auf, man fühlt sich neu belebt und das Leben ist wieder einmal wert, genossen zu werden.“

Fawcett weist dem Mezzanin besondere Bedeutung zu, das in keinem Kinopalast fehlen durfte. Marmorsäulen, Kristalllüster und gepolsterte Divans luden zum Ausruhen ein, „Im Vestibül plätschern frische Springbrunnen gegen marmorne Nymphen und Mosaikwände. […] Oft enthalten die Kinotheater sogar kleine Museen, wo in Vitrinen kostbare Reliquien aufbewahrt werden – die Rüstung Alexanders VI. Borgia, die Galionsfigur der ‚Mayflower‘, […] und ähnliche kindische Kostbarkeiten.“
Das Personal am Eingang zum eigentlichen Vorführsaal war nach Motiven des jeweiligen Films gekleidet; man geleitete den Gast persönlich zu seinem Platz. Dabei spielte ein Organist auf einer großen Orgel „gedämpfte Akkorde“. Die Vorstellung selbst lief dann typischerweise so ab:
Eintritt: 75 Cent (damals umgerechnet 3 Mark, was im Jahr 2005 einer Kaufkraft von 19,5 Euro entsprechen würde)
1. Beginn der Vorstellung mit einem ca. 15 Minuten dauernden „kleinen Singspiel, einer Tanzpantomime oder dergleichen“, begleitet von einem Kino-Orchester
2. Danach werden die Tagesereignisse abgespielt (Wochenschau)
3. kurze Filmkomödie
4. Hauptfilm: in der Regel um die 80 Minuten

Dasselbe Programm wurde den ganzen Tag von 1 Uhr Nachmittag bis Mitternacht wiederholt.
Der Filmkritiker Fawcett kommt zu dem Schluss: „Wie man sieht, werden in Amerika ungeheure Summen darauf verwendet, das Publikum anzuziehen, ohne jedoch praktische Geschäftsmethoden zu verabsäumen.“

### Filmvorführungen zur Stummfilmzeit

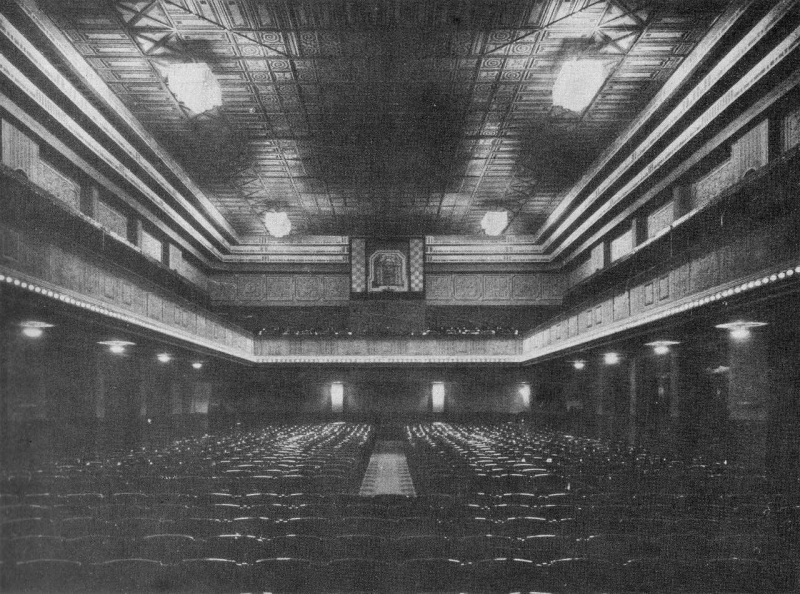
Die Ufa-Lichtspiele Berlin Alexanderplatz 5–7. Fotografie von Hans Schliepmann 1924

Eine Filmvorführung in der Stummfilmzeit unterscheidet sich wesentlich von einer heutigen Filmvorführung. Der markanteste Unterschied ergab sich durch die Stummheit der Filme selbst. Der zweite markante Unterschied ist, dass eine Kinovorstellung in der Frühzeit der Kinogeschichte, als die Filme zuerst zwischen wenigen bis 20 Minuten und schließlich eine Stunde und länger waren, mehrere Filme beinhaltete. Dem Zuseher wurde ein Filmprogramm, mit dem „Hauptfilm“ als Kernstück, geboten.
Um das Manko des fehlenden Tones – das spätestens ab den 1910er Jahren, als die Filme länger und die Handlungen allmählich komplexer wurden, relevanter wurde – auszugleichen, entwickelten sich mehrere Praktiken.
So gab es anfangs, als die meisten Kinos noch umgebaute Räumlichkeiten in Hotels, Gaststätten oder Schaubuden (in den USA von Beginn an Nickelodeons) waren, Filmerklärer. In Japan überlebte dieser Beruf sogar das Ende der Stummfilmzeit und war unter der Bezeichnung Benshi noch lange in die Tonfilmzeit hinein bedeutend. In Europa und den USA wurde der Filmerklärer jedoch schon bald durch Zwischentitel, die grob den Handlungsablauf oder Dialoge wiedergaben, abgelöst. Zudem wurden schon früh Instrumente – zumeist Klaviere oder Kinoorgeln – eingesetzt, um den stummen Film zu begleiten. Wurden diese Stücke anfangs noch improvisiert oder aus dem zeitgenössisch-populären Repertoire adaptiert – oder stur bereits bestehende Klavierstücke unabhängig zur Handlung vorgespielt – entstand aus dieser Praktik bald der Beruf des Filmkomponisten, der für Stummfilme eigene Kompositionen schrieb, die von den Pianisten oder anderen Musikern in den Kinos gespielt wurden. In großen Kinos – die häufig Erstaufführungs- bzw. Premierenkinos waren, die die neuesten Filme spielten und auch höhere Eintrittspreise hatten – wie sie ab den 1910er Jahren, vor allem aber in den 1920er Jahren entstanden, wurden häufig ganze Orchester betrieben und manchmal auch Chöre und Opernsänger eingesetzt.
Kleine Kinos, die sich Originalkompositionen nicht leisten konnten oder wollten, engagierten weiterhin Musiker, die von eigens für solche Zwecke erstellten „cue sheets“ oder Themenlisten spielten. Diese beinhalteten die passende Untermalung für verschiedene Filmszenen – von fröhlich über ernst und dramatisch bis tragisch. Auch Jahrmarktsorgeln und Pianolas waren in kleinen, billigen Kinos zu finden. Für weitere akustische Untermalung sorgten mitunter Geräuschemacher oder eigene Maschinen.
In den ersten Jahren, als hauptsächlich wenige Minuten lange Alltagsszenen und Aktualitätenberichte hergestellt wurden, wurden diese Kurzfilme als ein Teil im Programm von Varietébühnen, Zirkussen oder in zu Schauräumen umgebauten Räumlichkeiten in Schaubuden oder Gaststätten gezeigt. Mit zunehmender Länge und Unterhaltungswert der Filme wurden andere Programmpunkte vernachlässigt und als absehbar wurde, dass der Film keine vorübergehende Kuriosität bleiben würde, entstanden häufig aus solchen Räumlichkeiten die ersten Kinos, die als einzige „Attraktion“ Filmvorführungen boten.
Vor 1910 waren Spielfilme in der Regel eine Rolle (One-Reeler oder Einakter) lang, ab etwa 1910 erreichte ein durchschnittlicher Spielfilm eine Länge von 20 Minuten – also zwei Filmrollen – und nach dem Ersten Weltkrieg, mithin um 1920, etablierte sich der Langspielfilm mit Spiellängen von 60 und mehr Minuten. Je nach Länge der in den Kinos aufgeführten Hauptfilme entwickelte sich die Zusammenstellung von Filmprogrammen, die Kinobesucher für ihr Eintrittsgeld zu sehen bekamen. Ein fester Bestandteil eines solchen Programms waren Berichte von aktuellen Ereignissen aus der Stadt, dem Land oder von anderswo auf der Welt – etwa große Gesellschaftsereignisse, Großbrände, Naturkatastrophen. Dieser Programmpunkt entwickelte sich zur Wochenschau, die wöchentlich mit neuen Berichten in die Kinos kam, und sich weltweit noch wesentlich länger als die Stummfilmzeit hielt.
Weitere Programmpunkte waren zumeist komische Kurz- oder Trickfilme, die jeweils etwa fünf bis 20 Minuten dauerten, ab den 1910er Jahren auch Folgen von Filmserien – etwa Detektivserien – sowie diverse andere kürzere Filme, wie Dokumentationen oder Kulturfilme. Der Hauptfilm wurde in der Regel zuletzt, als Höhepunkt der Vorstellung, gezeigt.
Bis 1927 gab es fast ausschließlich Stummfilme. Die anfänglich nur wenige Minuten dauernden Filme wurden gegen Ende dieser Ära immer länger. Zu den monumentalen Werken der Stummfilmzeit, deren Aufführung teilweise mehrere Stunden dauerte, zählen Cabiria (1912), Birth of a Nation von David Wark Griffith, Metropolis von Fritz Lang, Ben Hur von Fred Niblo (mit Farbsequenzen) und Napoléon von Abel Gance (der hier schon mit Farbfilm, 3D− und Breitwandfilm experimentierte).
In der Frühzeit wurde auch Kritik am Kino laut, insbesondere aus religiösen Kreisen. Es wurde etwa die Befürchtung geäußert, die Filme könnten die Jugend moralisch gefährden. Deshalb wurden außerhalb der großen Städte Gesuche, ein Kino zu eröffnen, regelmäßig abgelehnt.

## Wandel von Stummfilm zu Tonfilm
Seit geraumer Zeit versuchte man, den Film mit Ton zu versehen. Ein Hauptgrund war, die Schauspieler sprechen zu lassen, um dadurch auf die lästigen Zwischentitel verzichten zu können. Auf der Weltausstellung in Paris im Jahre 1900 wurden zwar bereits Ton- und Farbfilm vorgeführt, die Verfahren (z. B. Handcoloration) erwiesen sich aber als zu kostspielig für die kommerzielle Nutzung. Auch Versuche mit Nadelton (mittels einer Schallplatte, die parallel zum Film lief) waren nicht sehr zufriedenstellend, da diese nur sehr schwer mit dem Film zu synchronisieren war. Durch häufig auftretende Filmrisse wurde ein Film im Laufe seiner Vorführgeschichte immer kürzer und damit der Tonversatz zum Ende des Films immer größer.
1926 wurde der erste abendfüllende Spielfilm in der Nadeltontechnik des Vitaphone-Patents uraufgeführt: „Don Juan“ von Alan Crosland mit Warner Oland (der später als Charlie Chan berühmt wurde). Der Jazzsänger vom selben Regisseur kam 1927 zunächst als Nadeltonfilm in die Kinos. Nach seinem überragenden Erfolg wurde der Film später auf Lichtton-Film umkopiert. Bei diesem Verfahren wird am linken Bildrand ein 2,54 mm breiter Streifen für die Tonspur reserviert. Eine kleine Lampe leuchtet auf den Tonstreifen, der je nach Lautstärke und Frequenz des Tonsignals mehr oder weniger stark lichtdurchlässig ist. Das Licht fällt durch den Film auf eine Fotozelle, und die dabei entstehenden Helligkeitsschwankungen werden in eine Wechselspannung für ein Tonsignal umgewandelt, das nach Verstärkung den Lautsprechern im Kinosaal zugeführt werden kann. Durch diese Kopplung von Bild und Ton auf demselben Trägermedium stellten Filmrisse hinsichtlich der Synchronität der beiden Spuren kein Problem mehr dar. Innerhalb von nur wenigen Jahren verdrängte danach der Tonfilm den Stummfilm.

## Wandel von Schwarz-Weiß-Film zum Farbfilm
Die ersten farbigen bewegten Bilder entstanden etwa um das Jahr 1900. In der Folge entstanden durch nachträgliches Kolorieren von Schwarzweißfilmen auch erste farbige Filme für das Kino. Die weitere Entwicklung des Farbfilms führte über Bipack-Verfahren zu Produktionen auf Dreischichtfarbfilm. Eine besondere Rolle kam dabei den unterschiedlichen Technicolor-Verfahren zu. Viele Farbfilme entstanden auch im Agfacolor-Verfahren, das insbesondere die UFA bis in die 1950er Jahre für ihre Filmproduktionen verwendete.

## Kinogeschichte bis heute

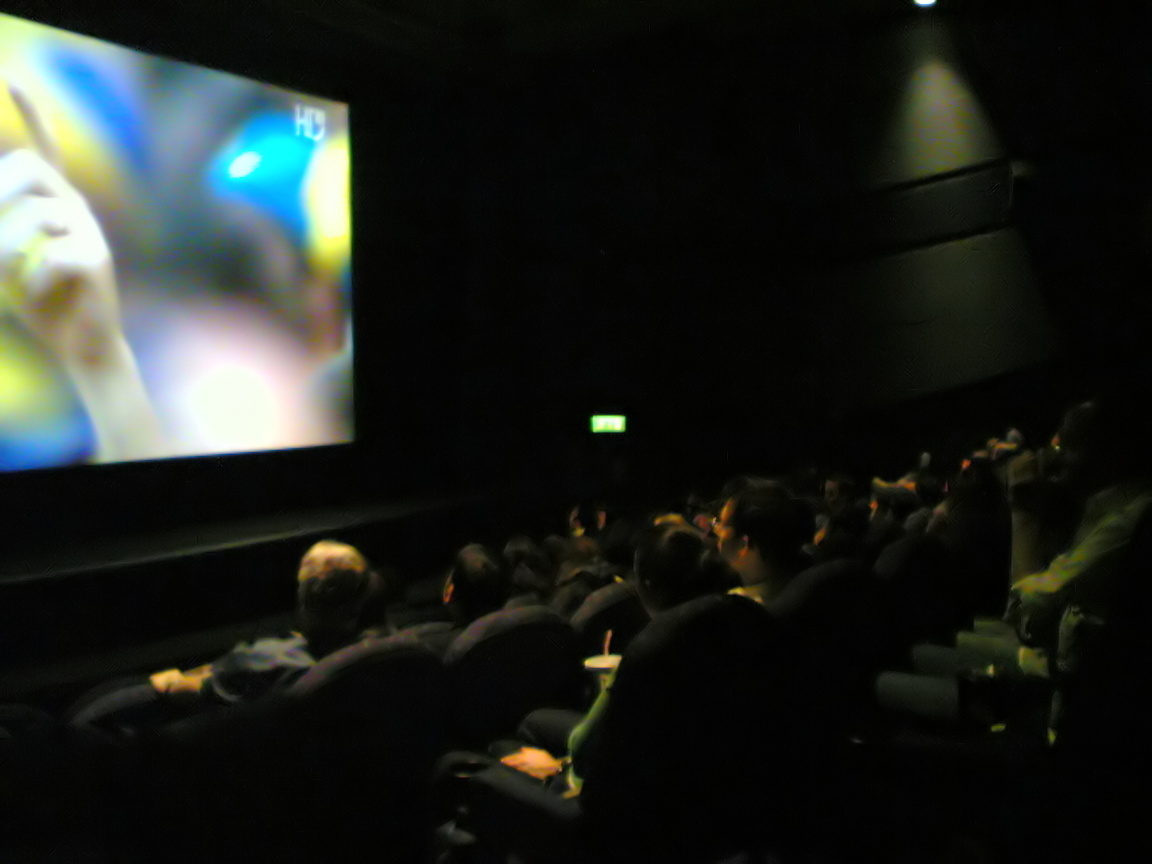
Fußballfans schauen Englandspiel in HDTV im Kino. Zu sehen ist „HD1“

Die große Zeit der Kinos dauerte nicht einmal ein halbes Jahrhundert. Ab den späten 1950er Jahren begannen, hervorgerufen nicht zuletzt durch die zunehmende Verbreitung der Fernsehapparate, die Besucherzahlen der Kinos zu sinken. Lediglich in den Vereinigten Staaten boomte in dieser Zeit, begünstigt durch die wachsende Motorisierung der Bevölkerung in den Nachkriegsjahren, eine besondere Form des Freiluftkinos: das Autokino. In deutschen Städten mit vormals mehreren Kinos verschwanden meist zunächst die Nachaufführungstheater und danach weitere Spielstätten, bis oft nur noch ein Kino übrigblieb. Große Säle der verbliebenen Kinos wurden später nicht selten in mehrere kleinere Säle aufgeteilt; spöttisch werden diese Räume als „Schachtelkinos“ bezeichnet. Das Bemühen der Filmproduktionsgesellschaften, mit neuen Aufführungstechniken, die nur bei Vorführung auf einer großen Projektionsfläche wirken, Zuschauer zurückzugewinnen, zeigte nicht den erhofften langfristigen Erfolg. So wurde mit 3D-Filmen ein kurzzeitiger Boom ausgelöst und mit neuen Breitwandtechniken (Cinerama, Todd-AO 70 mm, Cinemiracle, CinemaScope) experimentiert, das „Kinosterben“ setzte sich jedoch fort, und viele weitere Kinobetriebe gaben bis Anfang der 1980er Jahre auf. Hinzu kamen dann noch die Konkurrenten Videotheken, Computerspiele und in Mitteleuropa das erst spät erlaubte Privatfernsehen.

Das Diagramm zeigt die Zahl der Kinobesucher seit 1981 in Stuttgart. Zu erkennen ist eine leichte Stabilisierung nach dem Corona-Einbruch. Datengrundlage ist das Open Data-Dataset „Kinos und Filmbesucher in Stuttgart seit 1981“.

Seitdem wurden neu gebaute Kinos, vor allem die so genannten Multiplex-Kinos, in der Regel mit Dolby-Digital- und DTS-Tonanlagen (vereinzelt THX-zertifiziert), in besonderen Sälen auch mit SDDS, technisch gut ausgerüstet. Aber auch diejenigen Kinos, die die Krisenjahre überlebt haben sowie die, vor allem in Groß- und Universitätsstädten etablierten, Programmkinos und Kommunalen Kinos wurden überwiegend modernisiert, Schachtelkinos teilweise zurückgebaut. Insgesamt ist mittlerweile eine Konsolidierung des Marktes auf niedrigem Niveau zu verzeichnen.